# (8585) Purpurea
(8585) Purpurea (2025 P-L) – planetoida z pasa głównego asteroid okrążająca Słońce w ciągu 5,75 lat w średniej odległości 3,21 au. Odkryta 24 września 1960 roku.